# Pausanias d'Orestide
Pour les articles homonymes, voir Pausanias.
Pausanias d'Orestide est l'un des sômatophylaques (gardes du corps) du roi de Macédoine Philippe II et son assassin en 336 av. J.-C.

## Assassinat de Philippe II

### Circonstances
En 337 av. J.-C., Philippe épouse Cléopâtre, la nièce d'Attale qui est un aristocrate de son entourage. Alors père de deux garçons, Arrhidée (qui n'est pas apte à régner) et Alexandre, il souhaite probablement assurer sa succession en obtenant un autre fils. C'est au cours de l'été 336 av. J.-C., que Philippe est assassiné par Pausanias dans le théâtre d'Aigai durant le mariage de sa fille Cléopâtre avec le roi d'Épire, Alexandre le Molosse, le frère d'Olympias.
C’est pour cet acte qu’il est ainsi essentiellement connu, mais les versions de l’assassinat sont multiples et il est particulièrement difficile d’appréhender cet épisode : Pausanias a-t-il agi de son propre chef ou cet épisode est commandité ? 

### D'après les sources antiques
Pausanias apparait dans plusieurs sources antiques, essentiellement lorsque les auteurs rapportent de manière plus ou moins précise la mort de Philippe II. Le problème majeur relève de la contradiction des sources ainsi que leur postérité par rapport aux événements. En effet, plusieurs versions subsistent quant à la mort du roi de Macédoine, ce qui permet difficilement de saisir précisément la figure de Pausanias. 
Quelques années après la mort de Philippe, Aristote prit cet assassinat comme exemple d’un acte motivé par des motifs privés et personnels. Diodore de Sicile, s’appuie et développe largement sa version sur les propos d’Aristote qui est l’une des plus répandues. Il met grandement en avant le mobile de Pausanias, qui vivait à la cour depuis plusieurs années. Selon son récit, Pausanias d'Orestide aurait attiré l’attention de Philippe qui le prit pour amant, avant de finalement le délaisser pour un autre jeune homme nommé également Pausanias. Par jalousie, Pausanias d'Orestide s’en serait pris à son rival en remettant en cause sa réputation et son honneur. Ces deux valeurs étaient importantes pour les aristocrates, le second Pausanias se donna la mort lors d'une bataille en Illyrie pour prouver sa virilité. Attale était un ami du jeune homme et aurait décidé de le venger au cours de l’été 336 av. J.-C.. C’est alors qu’il enivra Pausanias d’Orestide qui aurait par la suite subi un viol collectif. Ce dernier s’en plaignit auprès de Philippe qui ne punit guère Attale en raison de son statut relativement important, se contentant de réconforter Pausanias en lui attribuant le statut de sômatophylaque. Pausanias garda cependant une forte rancune contre Philippe II, Diodore rapporte que Pausanias aurait consulté un sophiste qui lui aurait alors énoncé : « la postérité ne séparera pas le nom du grand homme de celui de son assassin », redoublant sa motivation à assassiner Philippe. Après l'assassinat de Philippe, Pausanias tente de fuir mais est capturé et tué par Perdiccas et ses compagnons. 
D'autres auteurs antiques, comme Justin, estiment que le meurtre de Philippe est une machination impliquant Olympias, et peut-être son fils Alexandre. En effet, la reine répudiée par son époux aurait été grandement irritée par ce nouveau mariage de Philippe avec Cléopâtre. Alexandre lui-même serait également potentiellement impliqué, craignant un éventuel rival au trône de Macédoine si son père venait à avoir un nouveau fils. Dans sa Vie d’Alexandre, Plutarque ne s’intéresse pas réellement à l’assassinat de Philippe II en lui-même, mais l’évoque tout de même afin d’introduire l’avènement d’Alexandre sur le trône de Macédoine. Ainsi, il mentionne l’outrage qu’aurait subi Pausanias par Attale, mais il mentionne également l’autre version impliquant Olympias et précise qu’Alexandre pourrait être également concerné. Effectivement, plus tôt dans son œuvre Plutarque s’accorde à présenter une scène opposant Alexandre à Attale lors d’un banquet. Ce dernier affirme que les enfants de Philippe et de son épouse Cléopâtre sont les héritiers légitimes, au détriment d’Alexandre car sa mère vient d’Épire et non de Macédoine. 
Arrien, dans son Anabase, évoque une autre hypothèse liée à l’Empire perse. Il met en effet en cause Darius III, le nouveau roi perse. Il mentionne une lettre virulente adressée par Alexandre à Darius, dans laquelle il blâme le roi achéménide (et Bagoas, son grand vizir dont Darius III se débarrasse rapidement peu après), pour le meurtre de son père, soutenant que Darius s'est vanté auprès des différentes cités grecques de la façon dont il a fait assassiner Philippe. Pausanias aurait ainsi été soudoyé.

### Réévaluation actuelle de l'assassinat
Les motifs de l'assassinat de Philippe II par Pausanias demeurent floues car la documentation reste insuffisante. Mais après étude des sources antiques disponibles et évaluation des potentielles intentions de Pausanias, le contexte de l'assassinat peut être réévalué. Tout d'abord, il ne faut pas omettre le fait que l'œuvre de Plutarque, au même titre que celle d'Arrien, est largement postérieure aux faits et tributaire de la propagande d’Alexandre et de ses successeurs, ce qui a abouti au « mythe d’Alexandre ». En effet, Plutarque s'empresse de survoler l'évènement afin de davantage souligner la promptitude d'Alexandre à monter sur le trône, participant ainsi à glorifier le portrait du jeune roi. De plus, il parait peu probable que l'assassinat ait impliqué Alexandre dans la mesure où celui-ci a très vite été associé au pouvoir par son père. Cependant, des historiens considèrent que l’implication d’Olympias et de son fils peut s'avérer plausible. Par ailleurs, les sources antiques sont largement postérieures aux évènements et les auteurs multiplient les versions, ce qui tend naturellement à développer une certaine prudence vis-à-vis de celles-ci. Une autre limite importante est qu'elles tendent, pour la plupart, à montrer une solution de continuité entre la mort de Philippe et le début du règne de son fils. Cela tend à minimiser l'importance du personnage de Pausanias qui dispose pourtant d'un rôle de pivot entre les deux règnes. 
Une autre hypothèse[réf. nécessaire] pourrait être avancée par rapport à l’origine de Pausanias. En effet, ce dernier provient de l’Orestide qui est une région de Haute-Macédoine. Elle est à l’origine indépendante, jusqu’à son rattachement au royaume de Macédoine sous le règne de Philippe II. Ce dernier a réussi à mettre sous son autorité cette entité territoriale et propose notamment des carrières militaires. Pausanias aurait ainsi été mécontent de cette mise en ordre de Philippe, surtout du fait de son statut plutôt aisé. Il aurait donc pu probablement agir de son propre chef des années plus tard, après être entré dans son entourage.
Il ne faut pas non plus négliger la potentielle implication des dignitaires de l'Empire perse, qui ont toutes les raisons du fait de l'ambition de Philippe. Mais aucun texte ne peut apporter de preuves irréfutables. Il n'empêche qu'après cet assassinat, Alexandre est proclamé roi par l'Assemblée des Macédoniens et se débarrasse de tous les prétendants possibles. La mort de Philippe ne modifie pas les ambitions de conquête vers l’Empire perse.

## Évocation artistique
- Le personnage de Pausanias apparait dans le film Alexandre (2004) d'Oliver Stone et est interprété par Toby Kebell.
- La bande dessinée d'Isabelle Dethan intitulée J'ai tué Philippe II de Macédoine (2015) raconte l'assassinat du roi macédonien et fait ainsi grandement intervenir le personnage de Pausanias.
- Pausanias apparait également dans le manga de fiction historique Historiē (ヒストリエ, Hisutorie?) d'Hitoshi Iwaaki. Publié depuis 2003, l'intrigue est centrée sur la vie d'Eumène de Cardia, un secrétaire et général d'Alexandre le Grand et Pausanias est représenté comme un jeune homme avec une forte ressemblance avec ce dernier. Manipulé par la reine Olympias, il poignarde le roi Philippe II avant de se faire tuer par Alexandre.